# Подобино (Сонковский район)
ж/д ст Подобино, Подобино — населённый пункт (тип: железнодорожная станция) в Сонковском районе Тверской области России. Входит в Горское сельское поселение.

## История
Населённый пункт возник в 1870 году при строительстве станции Подобино на железнодорожной линии, которая должна была связать Рыбинск (конечный пункт волжской торговли зерном) с Москвой и Петербургом.
Название станции произошло от названия сельца (усадьбы) Подобино, ныне это деревня Красный Октябрь Горского сельского поселения (в 2 км к северу от станции).

## Население
| 2010 |
| ---- |
| 5    |

## Инфраструктура
Путевое хозяйство. Действует с 19870 года железнодорожная станция Подобино на линии Бологое — Сонково — Рыбинскна Октябрьской железной дороге.
В прошлом действовало почтовое отделение.

## Транспорт
Доступен железнодорожный и автомобильный/ ранее гужевой транспорт.